# Acalypha grandibracteata
Acalypha grandibracteata é uma espécie de flor do gênero Acalypha, pertencente à família Euphorbiaceae.